# Matthias Eklund
Matthias Eklund (Lönsboda, 1976. július 23. –) svéd labdarúgó a Helsingborgs IF és a Lönsboda GoIF játékosa. 2008-tól abbahagyta a versenysportot és visszatért anyaegyesületébe a Lönsboda GoIF-ba.

## Pályafutása
Labdarúgó pályafutását a Lönsboda GoIF-ban kezdte 1990-ben, majd 1994 és 1997 között a svéd első osztályú Helsingborgs IF játékosa volt. Innen a Landskrona BoIS-ba került 1997 júliusában, majd 2008 őszén visszaigazolt a Lönsboda GoIF-ba.